# Pchúmipchon Adunjadét
Král Pchúmipchon Adunjadét (thajská transkripce : Phumiphon Adunyadet, thajsky: ภูมิพลอดุลยเดช; 5. prosince 1927 – 13. října 2016, Bangkok) byl thajský král z dynastie Chakri vládnoucí pod jménem Ráma IX. Vládl od 9. června 1946 a s dobou vlády 70 let a 126 dní byl nejdéle vládnoucím panovníkem v dějinách Thajska a svého času také nejdéle sloužící hlavou státu na světě.
V roce 1957 vojenský převrat svrhl nepopulární vládu polního maršála Plaeka Phibunsongkhrama, zdůvodněním byla urážka královského majestátu, která je v Thajsku trestným činem. Tato událost odstartovala dlouhodobý vztah mezi králem a ozbrojenými silami. Ačkoliv král ve svém projevu v roce 2005 přivítal veřejnou kritiku, zákony týkající se urážky majestátu nebyly thajským parlamentem zrušeny.
Časopis Forbes zařadil Pchúmipchona Adunjadéta na vrchol svého „seznamu nejbohatších panovníků“, celková hodnota královského majetku byla v letech 2008 až 2014 odhadována na 30 miliard amerických dolarů. Královský majetek je ale spravován Kanceláří korunního majetku, která podléhá instituci koruny a nikoliv osobě Pchúmipchona Adunjadéta.
Pchúmipchon po roce 2006 trpěl zhoršením zdravotního stavu a stále více času trávil nemocnici. Pchúmipchon byl vysoce vážený většinou thajského obyvatelstva.

## Titul
Jeho plný titul zněl: Velký král Siamu, velký ochránce, znamenitá síla země, moc nemající sobě rovnou, nejvěhlasnější z rodiny Mahidol, útočiště lidu.

## Život
Narodil se roce 1927 ve Spojených státech, ve městě Cambridge ve státě Massachusetts, kde jeho otec, thajský následník trůnu, studoval medicínu. Za rok se však rodina krátce vrátila do Thajska, ale již roku 1933 se spolu s matkou odstěhovali do Švýcarska, kde navštěvoval francouzské školy v Lausanne. V roce 1945 začal studovat na Universitě v Lausanne, kterou dokončil již jako král v roce 1951. Tím se stal po zavraždění svého bratra Ramy VIII. v roce 1946.
Po ukončení studií se počátkem roku 1950 vrátil domů do Thajska. 28. dubna 1950 se oženil s Mom Chao Rajawongse Sirikit Kitiyakara, v tomto manželském svazku se narodily čtyři děti: princezna Ubolratanu Radžakanjaovou, thajský král Maha Vajiralongkorn, princezna Maha Chakri Sirindhorn a princezna Chulabhorn Valayalaksana.

### Panování

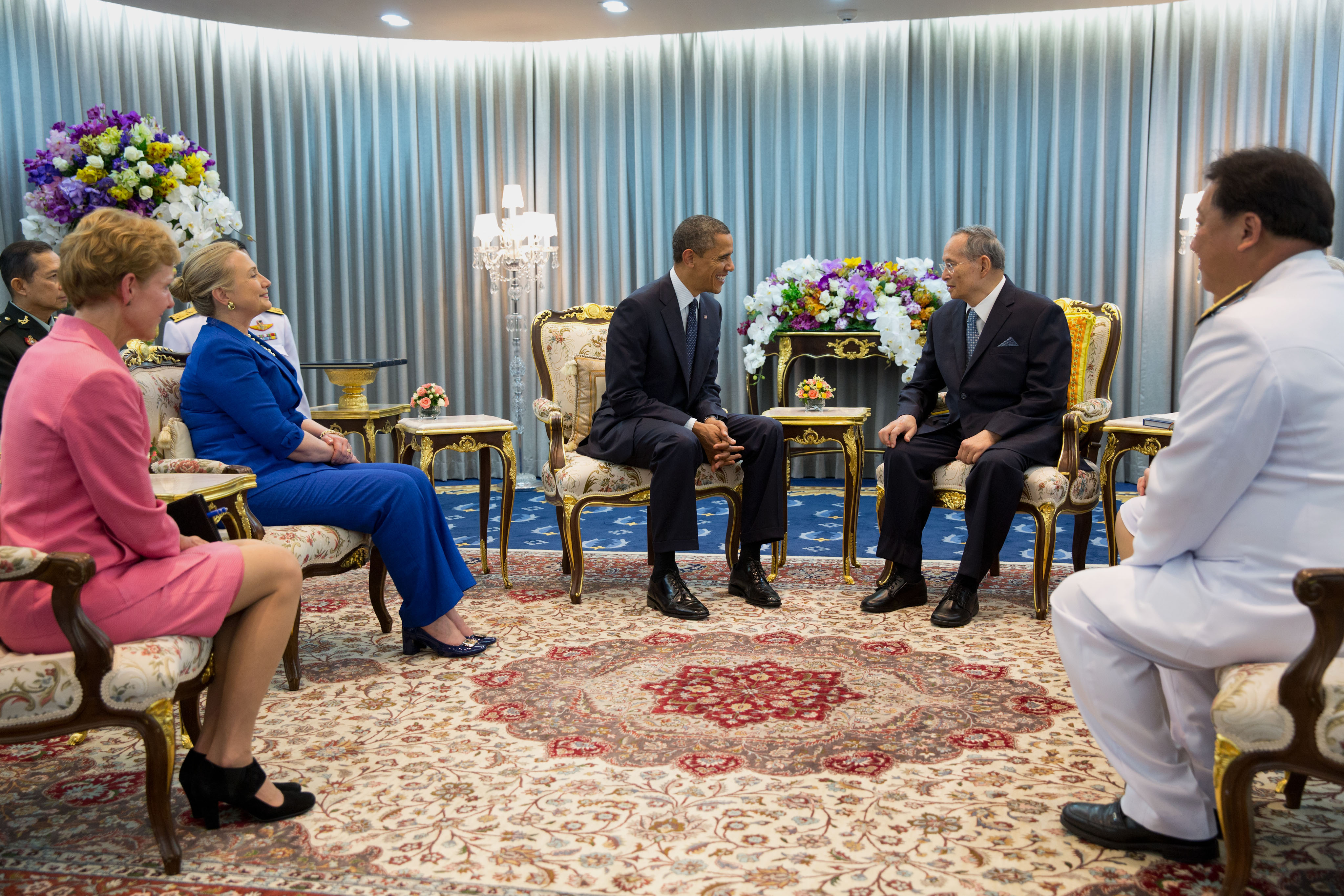
Král Ráma IX. a americký prezident Barack Obama v roce 2012

Byl zárukou stability na thajské nestabilní politické scéně, udržel si odstup od politiků a generálů a vyvaroval se toho, aby se znelíbil veřejnosti. Proto byl velmi oblíbený thajskou veřejností, což dokázaly například velkolepé oslavy 60. výročí nástupu Rámy IX. na trůn roku 2006. Kromě úcty Thajců střeží autoritu krále také zákon trestající znevažování monarchie. V Thajsku je přípustná kritika vlády, ne však panovníka a jeho rodiny.

## Zajímavost
Ráma IX. byl také známým hudebním skladatelem a vášnivým fotografem, na mnoha portrétech je zobrazen s fotoaparátem v ruce.

## Úmrtí
Král zemřel 13. října 2016. Po jeho smrti vládl Thajsku regent Prem Tinsulanonda. Korunní princ Maha Vajiralongkorn odložil termín nástupu na trůn na 1. prosince 2016. Od 1. prosince vládne jako král Ráma X.